# Augusto Sakai
Augusto dos Santos Sakai (Curitiba, 19 de maio de 1991) é um lutador de artes marciais mistas brasileiro. Ele compete na divisão peso-pesado e, atualmente, luta pelo UFC.

## Carreira no MMA

### Início de carreira
Sakai fez sua estreia no MMA profissional em outubro de 2011, em sua terra natal, Brasil. Nos dois primeiros anos de sua carreira, ele acumulou um recorde de seis vitórias e nenhuma derrota, e todas essas vitórias, com exceção de uma, vieram por nocaute.

### Bellator MMA
Sakai fez sua estreia no Bellator MMA em março de 2013, derrotando Rob Horton por nocaute devido a uma joelhada.
Após quase um ano parado, Sakai voltou para a promoção em 2015, fazendo lutas contra Daniel Gallemore e Alex Huddleston. Ele venceu Gallemore por nocaute técnico e Huddleston por decisão unânime.
Em maio de 2016, Sakai voltou a lutar pelo Bellator MMA, na edição de número 155, e empatou contra Dan Charles.

## Vida pessoal
Sakai é neto de imigrantes japoneses que vieram para o Brasil e, além de lutar, ele trabalha em um aquário.

## Cartel no MMA
| Cartel no MMA   |             |            |
| 20 lutas        | 15 vitórias | 4 derrotas |
| Por nocaute     | 11          | 3          |
| Por finalização | 0           | 0          |
| Por decisão     | 4           | 1          |
| Empates         | 1           | 1          |

| Res.    | Cartel | Oponente              | Método                                | Evento                                 | Data       | Round | Tempo | Local                            | Notas           |
| ------- | ------ | --------------------- | ------------------------------------- | -------------------------------------- | ---------- | ----- | ----- | -------------------------------- | --------------- |
| Derrota | 15-4-1 | Tai Tuivasa           | Nocaute (socos)                       | UFC 269: Oliveira vs. Poirier          | 11/12/2021 | 2     | 0:26  | Las Vegas, Nevada                |                 |
| Derrota | 15-3-1 | Jairzinho Rozenstruik | Nocaute Técnico (socos)               | UFC Fight Night: Rozenstruik vs. Sakai | 05/06/2021 | 1     | 4:59  | Las Vegas, Nevada                |                 |
| Derrota | 15-2-1 | Alistair Overeem      | Nocaute Técnico (cotoveladas e socos) | UFC Fight Night: Overeem vs. Sakai     | 05/09/2020 | 5     | 0:26  | Las Vegas, Nevada                |                 |
| Vitória | 15-1-1 | Blagoy Ivanov         | Decisão (dividida)                    | UFC on ESPN: Woodley vs. Burns         | 30/05/2020 | 3     | 5:00  | Las Vegas, Nevada                |                 |
| Vitória | 14-1-1 | Marcin Tybura         | Nocaute (socos)                       | UFC Fight Night: Cowboy vs. Gaethje    | 14/09/2019 | 1     | 0:59  | Vancouver                        |                 |
| Vitória | 13-1-1 | Andrei Arlovski       | Decisão (dividida)                    | UFC Fight Night: Jacaré vs. Hermansson | 27/04/2019 | 3     | 5:00  | Fort Lauderdale, Flórida         |                 |
| Vitória | 12-1-1 | Chase Sherman         | Nocaute Técnico (socos)               | UFC Fight Night: Santos vs. Anders     | 22/09/2018 | 3     | 4:03  | São Paulo                        | Estreia no UFC. |
| Vitória | 11-1-1 | Marcos Conrado        | Nocaute Técnico (socos)               | Dana White's Contender Series Brazil 1 | 10/08/2018 | 2     | 3:09  | Las Vegas, Nevada                |                 |
| Vitória | 10-1-1 | Tiago Cardoso         | Nocaute Técnico (socos)               | Imortal FC 7                           | 11/11/2017 | 1     | 2:17  | São José dos Pinhais             |                 |
| Derrota | 9-1-1  | Cheick Kongo          | Decisão (dividida)                    | Bellator 179: MacDonald vs. Daley      | 19/05/2017 | 3     | 5:00  | Londres                          |                 |
| Empate  | 9-0-1  | Dan Charles           | Empate (majoritário)                  | Bellator 155                           | 20/05/2016 | 3     | 5:00  | Boise, Idaho                     |                 |
| Vitória | 9-0    | Alex Huddleston       | Decisão (unânime)                     | Bellator 145                           | 06/11/2015 | 3     | 5:00  | St. Louis, Missouri              |                 |
| Vitória | 8-0    | Daniel Gallemore      | Nocaute Técnico (desistência)         | Bellator 139                           | 26/06/2015 | 2     | 5:00  | Mulvane, Kansas                  |                 |
| Vitória | 7-0    | Matt Frembling        | Nocaute Técnico (joelhadas e socos)   | Bellator 122                           | 25/07/2014 | 3     | 3:32  | Temecula, California             |                 |
| Vitória | 6-0    | Edison Lopes          | Decisão (unânime)                     | GF: Golden Fighters 8                  | 12/12/2013 | 3     | 5:00  | Novo Hamburgo, Rio Grande do Sul |                 |
| Vitória | 5-0    | Rob Horton            | Nocaute (joelhada)                    | Bellator XCIV                          | 28/03/2013 | 2     | 4:01  | Tampa, Florida                   |                 |
| Vitória | 4-0    | Arley Simetti         | Nocaute (joelhada)                    | Samurai FC 9: Water vs. Fire           | 15/12/2012 | 1     | 2:04  | Curitiba, Paraná                 |                 |
| Vitória | 3-0    | Dayvisson Daniel      | Nocaute Técnico (socos)               | Evolution FC: Evolution Fight Combat 3 | 20/05/2012 | 1     | 0:00  | Curitiba, Paraná                 |                 |
| Vitória | 2-0    | Marcio Fernando       | Nocaute Técnico (socos)               | PFE: Power Fight Extreme 6             | 19/11/2011 | 1     | 0:35  | Curitiba, Paraná                 |                 |
| Vitória | 1-0    | Cesar Alberto         | Nocaute (socos)                       | AFT: Adventure Fighters Tournament     | 15/10/2011 | 1     | 1:54  | Curitiba, Paraná                 |                 |